# Vechec
Vechec este o comună slovacă, aflată în districtul Vranov nad Topľou din regiunea Prešov. Localitatea se află la altitudinea de 184 m deasupra n.m., se întinde pe o suprafață de 17,27 km2 și în 2017 număra 2.940 de locuitori.

## Istoric
Localitatea Vechec este atestată documentar din 1402.

## Demografie
| An:                | 1994 | 2004    | 2014    | 2024   |
| ------------------ | ---- | ------- | ------- | ------ |
| Număr de persoane: | 1912 | 2329    | 2819    | 3025   |
| Diferență:         |      | +21,80% | +21,03% | +7,30% |

| An:                | 2023 | 2024   |
| ------------------ | ---- | ------ |
| Număr de persoane: | 2982 | 3025   |
| Diferență:         |      | +1,44% |